# Madonna della Vallicella
La Madonna della Vallicella est une peinture à l'huile sur un panneau d'ardoise (425 × 250 cm), réalisée entre 1606 et 1608 par le peintre Pierre Paul Rubens. C'est la deuxième commande publique faite à Rubens à Rome, qui, quelques années auparavant, avait créé un cycle de peintures (plus en place, et en partie perdu) à la Basilique Sainte-Croix-de-Jérusalem.
La Madonna della Vallicella est le retable du maître-autel de l'église Chiesa Nuova, à Rome; elle recèle en son sein une image miraculeuse plus ancienne, la Madonna Vallicelliana, une icône fresque, du type de la Nicopeia ou Kyriotissa.
Autour de la niche qui abrite l'image sont positionnés des cercles concentriques d'anges et de chérubins en adoration, tandis qu'une plaque de cuivre, sur laquelle a été peinte par Rubens, une Vierge à l'enfant protège la sainte icône, dont elle reproduit le thème. La Vierge à l'enfant de Rubens peut être déplacée grâce à un mécanisme de poulies et de cordes et révéler la peinture plus ancienne.
Deux autres peintures sur dalles d'ardoise, placées sur les murs de la salle de l'autel, complètent l'ensemble en formant un triptyque. Elles représentent les Saints Grégoire le grand, Papias et Maurus (sur le mur de gauche) et Sainte Flavia Domitillaet les Saints Nérée et Achillée (sur le mur de droite). La Chiesa Nuova possède des reliques de ces saints, ce qui explique leur présence sur les toiles.
Le format du triptyque et le dialogue visuel entre les peintures a peut-être été suggéré à Rubens par la composition adoptée quelques années auparavant par Annibale Carracci pour la Chapelle Salviati de l'église San Gregorio al Celio.
Rubens, en fait, a séparé les deux panneaux latéraux, avec les figures de saints, de la table centrale, placée sur le maître-autel de l'église. Les panneaux latéraux sont ensuite orientés vers la peinture centrale à l'intérieur de laquelle se trouve, point commun entre les deux œuvres, une icône antique et vénérée sur laquelle se concentrent les regards dévots de Saint Grégoire le Grand (autre point de similarité avec le retable perdu de l'église del Cielo) et de Sainte Domitilla.
Dans le panneau central, l'espace semble se développer au-delà des limites de l'image, procédé qui sera souvent repris par la suite par la peinture baroque.
Une première version avait été réalisée sur une toile, mais elle n'avait pas satisfait les clients en raison des reflets produits dans cet environnement par la lumière naturelle. Rubens peignit alors une nouvelle version sur des plaques d'ardoise.
Les peintures de la Chiesa Nuova sont les seules œuvres exécutées par Rubens à Rome restées dans leur emplacement d'origine.

## La Madonna Valliccelliana
Le retable de Rubens contient, protège et met en valeur une peinture plus ancienne, la Madonna Valliccelliana. Celle-ci est une fresque du 14e ou 15e s. venant de l'extérieur d'une maison détruite lors de l'agrandissement de la Chiesa Nuova mené par Philippe Néri. Lors de travaux, frappée par une pierre, elle aurait miraculeusement saigné. Néri la fit transporter à l'intérieur de la Chiesa Nuova et montra à son égard une dévotion particulière, ce qui explique ses nombreuses reproductions imprimées et son importance auprès des Oratoriens.

## Quelques images

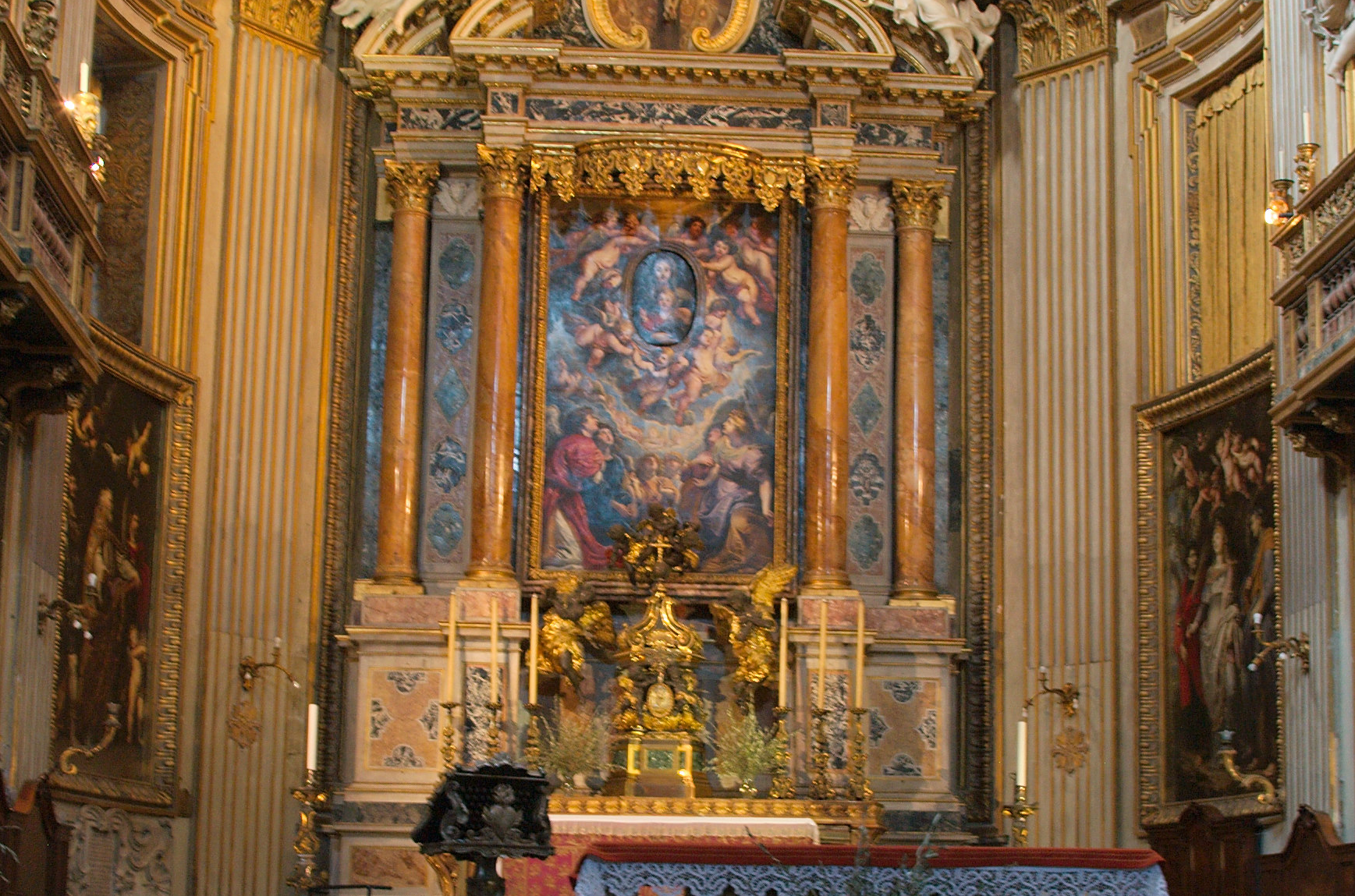
Vue d'ensemble des trois panneaux dans l'abside de la Chiesa Nuova.
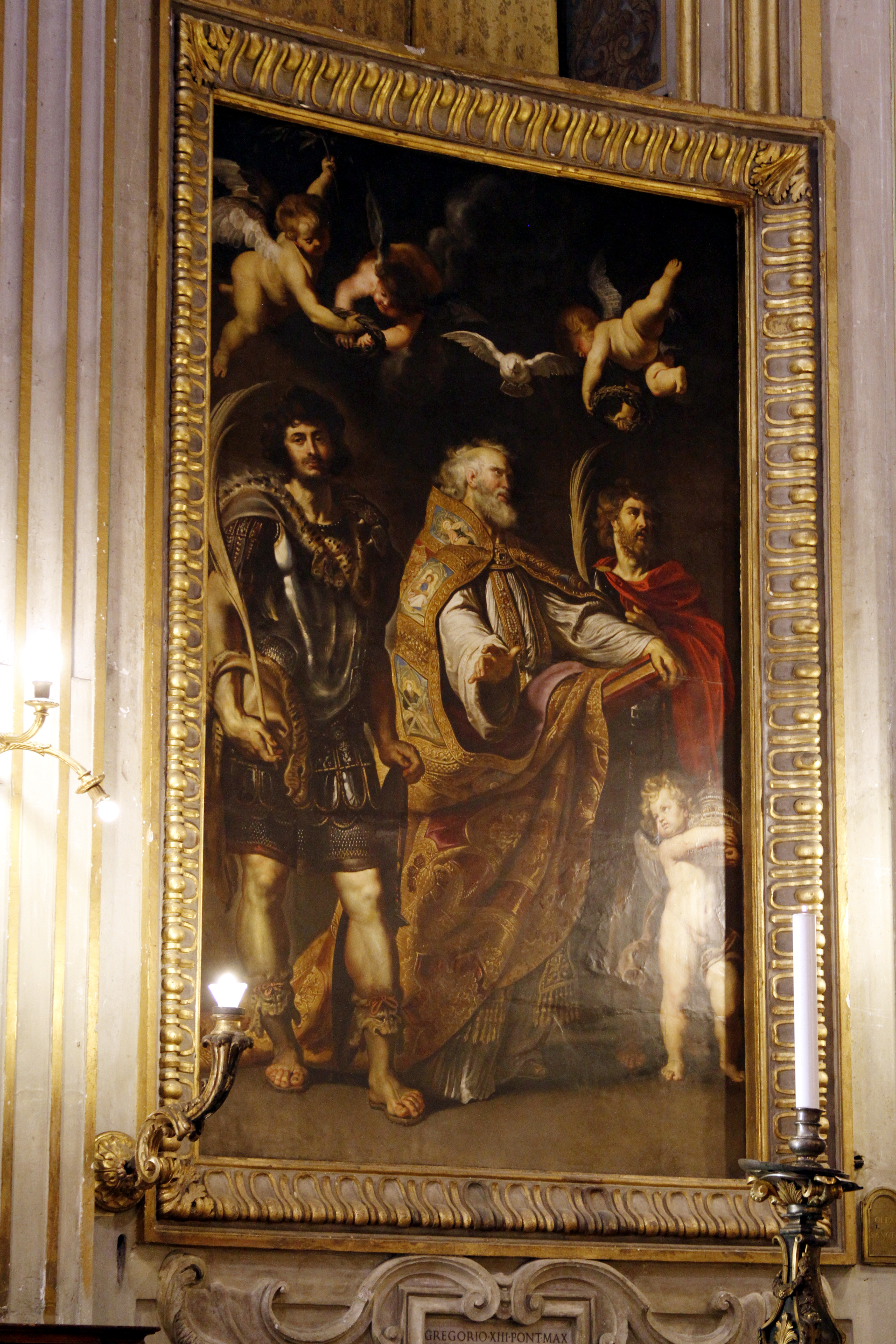
Sur le côté gauche, Saint Grégoire le grand, parmi les saints Maurus et Papias.
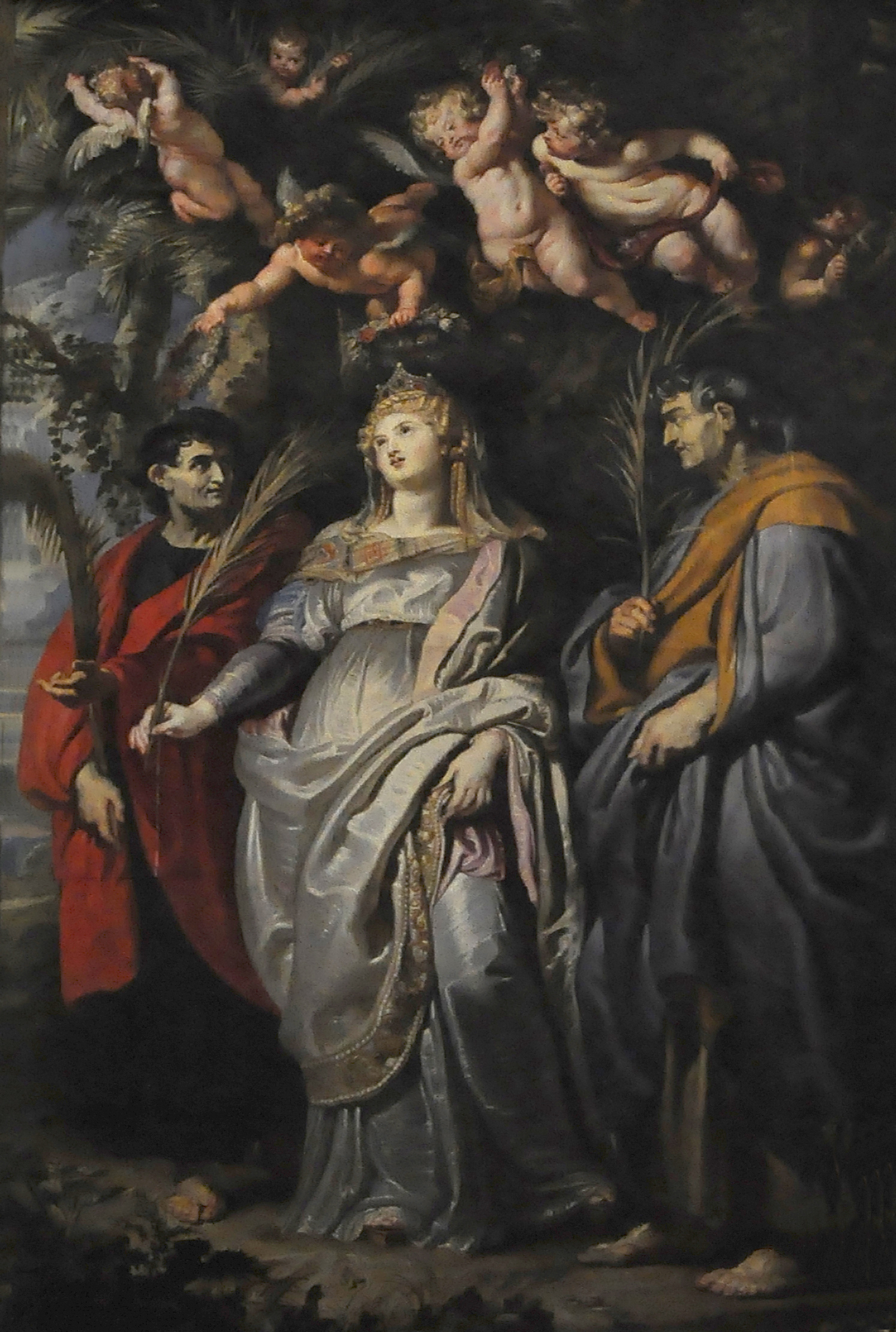
Sur le côté droit, Santa Domitilla parmi les saints Nérée et Achille.
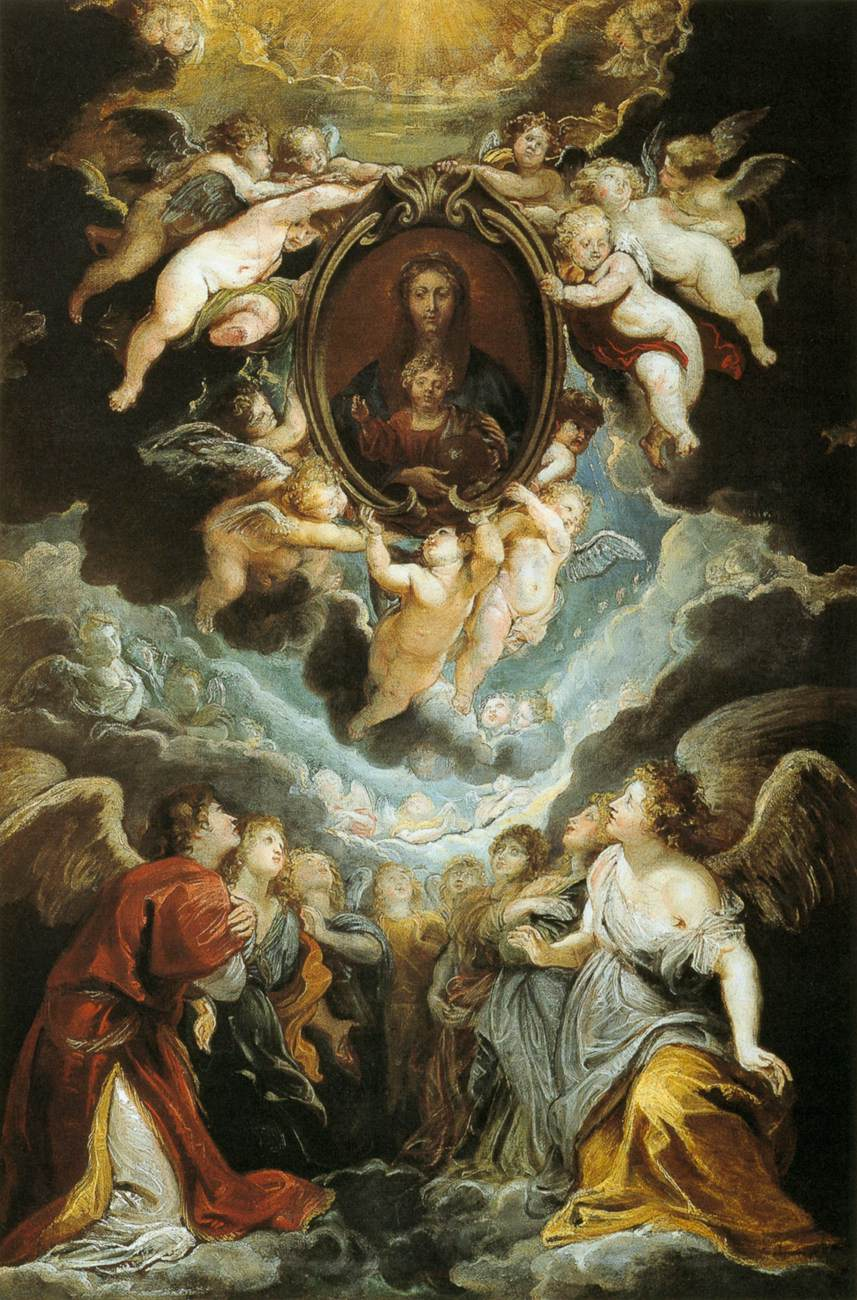
Esquisse du panneau central de la S. Maria in Vallicella (conservée à l'Académie des beaux-arts de Vienne).
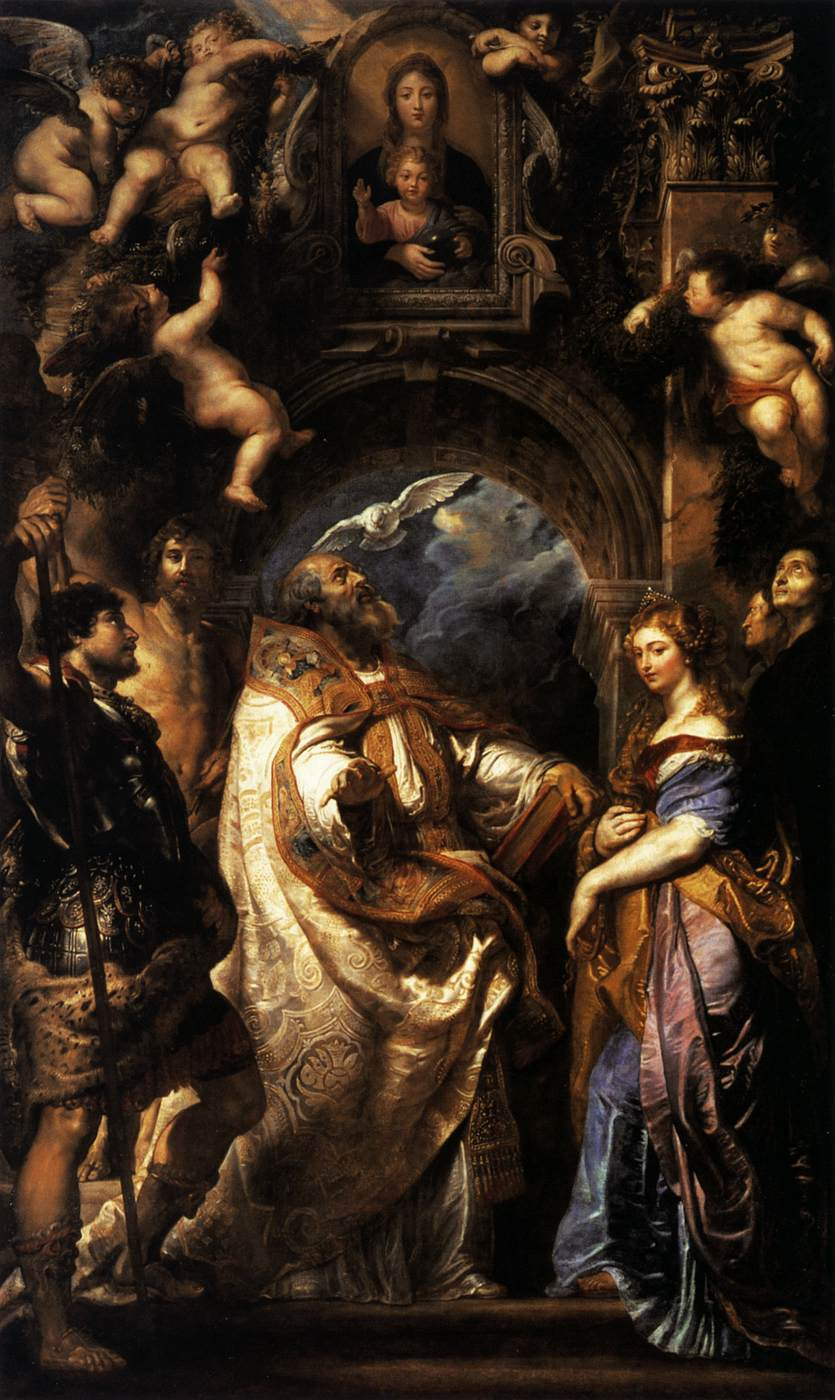
Première version sur toile (Musée de Grenoble).